# Тара (каньон)
Вижте пояснителната страница за други значения на Тара.
Каньонът на река Тара (на сръбски: Кањон реке Таре) или Каньон Тара е просечен от река Тара в едноименната планина Тара в Черна гора. Част е от Национален парк „Дурмитор“, включен в Списъка на световното културно и природно наследство на ЮНЕСКО.
Това е най-големият каньон в Европа и втори в света (след Гранд каньон в САЩ) със своите 82 км дължина и дълбочина до 1300 м. Популярна дестинация за планински туризъм и рафтинг.
Имало е планове на правителствата на Босна и Херцеговина и на Черна гора за завиряване на каньона за изграждане на язовир, но са изоставени през 2005 г. след поредица от протестни действия на природозащитници от двете страни. През септември 2006 г. обаче е подписан протокол с фирма от Словения за строителство на ВЕЦ с мощност 40 или 60 мегавата.